# HCG 59
HCG 59 (Hickson Compact Group 59) è un gruppo di galassie situata prospetticamente nella costellazione del Leone alla distanza di 188 milioni di anni luce dalla Terra.
La galassia più luminosa del gruppo è IC 737. La galassia PGC 38851, che solitamente viene inclusa nel gruppo, in realtà non ne fa parte trovandosi solo nella medesima prospettiva ed essendo distante oltre 1 miliardo di anni luce.

## Membri del gruppo
| Nome          | Tipo | Ra (J2000)    | Dec (J2000)  | Redshift (z) | Magnitudo apparente | Nome alternativo                        |
| ------------- | ---- | ------------- | ------------ | ------------ | ------------------- | --------------------------------------- |
| IC 737        | Sa   | 22h 48m 37.5s | +12° 43′ 39″ | 0,013706     | 14,82               | PGC 36861, MCG +02-30-039               |
| IC 736        | E0   | 11h 48m 20.1s | +12° 43′ 00″ | 0,013356     | 15,6                | PGC 36853, MCG +02-30-037               |
| MCG+02-30-040 | Im   | 11h 48m 30.6s | +12° 43′ 47″ | 0,012125     | 16,0                | PGC 36867, MCG +02-30-040, KUG 1145+130 |
| MCG+02-30-041 | Sc   | 11h 48m 32.4s | +12° 42′ 19″ | 0,014656     | 15,9                | PGC 36871, MCG +02-30-041, KUG 1145+129 |
| PGC 36851 (*) | Scd  | 11h 48m 19.4s | +12° 45′ 27″ | 0,080766     | 17,0                | 2MASX J11481946+1245274                 |

(*) non fa parte del gruppo.